# Nesticus plesai
Nesticus plesai är en spindelart som beskrevs av Margareta Dumitrescu 1980. Nesticus plesai ingår i släktet Nesticus och familjen grottspindlar.
Artens utbredningsområde är Rumänien. Inga underarter finns listade i Catalogue of Life.